# Pallanuoto ai campionati mondiali di nuoto 2011 - Torneo maschile
Il XIV campionato mondiale di pallanuoto maschile si è svolto nell'ambito dei campionati mondiali di nuoto 2011 a Shanghai, in Cina, dal 18 al 30 luglio.
Hanno preso parte al torneo sedici formazioni nazionali, che si sono affrontate secondo la formula in uso nelle ultime edizioni. Sono stati disputati quattro gironi preliminari al termine dei quali è scattata la fase ad eliminazione diretta: le prime classificate hanno avuto accesso direttamente ai quarti di finale, mentre le seconde si sono incrociate con le terze nel play-off.
La nazionale italiana ha conquistato il suo terzo titolo mondiale battendo in finale ai tempi supplementari i campioni uscenti della Serbia. Le prime quattro classificate si sono qualificate per il torneo olimpico di Londra 2012.

## Fase preliminare

### Gironi
Il sorteggio dei gruppi preliminari è stato effettuato a Shanghai il 15 aprile 2011.
GRUPPO A
- Kazakistan
- Montenegro
- Spagna
- Ungheria

GRUPPO B
- Australia
- Cina
- Romania
- Serbia

GRUPPO C
- Brasile
- Canada
- Croazia
- Giappone

GRUPPO D
- Germania
- Italia
- Stati Uniti
- Sudafrica

### Gruppo A
| Pos. | Squadra    | Pt | G | V | N | P | GF | GS | DR  |
| ---- | ---------- | -- | - | - | - | - | -- | -- | --- |
| 1    | Ungheria   | 6  | 3 | 3 | 0 | 0 | 39 | 26 | +13 |
| 2    | Montenegro | 4  | 3 | 2 | 0 | 1 | 35 | 23 | +12 |
| 3    | Spagna     | 2  | 3 | 1 | 0 | 2 | 36 | 26 | +10 |
| 4    | Kazakistan | 0  | 3 | 0 | 0 | 3 | 15 | 50 | -35 |

| # gara | Data      | Ora   | Gara       | Gara  | Gara       |
| ------ | --------- | ----- | ---------- | ----- | ---------- |
| 1      | 18 luglio | 09:30 | Ungheria   | 11-10 | Montenegro |
| 2      | 18 luglio | 10:50 | Kazakistan | 5-18  | Spagna     |
| 14     | 20 luglio | 18:20 | Spagna     | 7-9   | Montenegro |
| 15     | 20 luglio | 19:40 | Ungheria   | 16-5  | Kazakistan |
| 21     | 22 luglio | 17:00 | Ungheria   | 12-11 | Spagna     |
| 22     | 22 luglio | 18:20 | Kazakistan | 5-16  | Montenegro |

### Gruppo B
| Pos. | Squadra   | Pt | G | V | N | P | GF | GS | DR  |
| ---- | --------- | -- | - | - | - | - | -- | -- | --- |
| 1.   | Serbia    | 6  | 3 | 3 | 0 | 0 | 41 | 19 | +22 |
| 2.   | Australia | 4  | 3 | 2 | 0 | 1 | 30 | 27 | +3  |
| 3.   | Romania   | 2  | 3 | 1 | 0 | 2 | 27 | 31 | -4  |
| 4.   | Cina      | 0  | 3 | 0 | 0 | 3 | 22 | 43 | -21 |

| # gara | Data      | Ora   | Gara      | Gara  | Gara      |
| ------ | --------- | ----- | --------- | ----- | --------- |
| 3      | 18 luglio | 12:10 | Romania   | 8-9   | Australia |
| 8      | 18 luglio | 21:00 | Serbia    | 17-5  | Cina      |
| 9      | 20 luglio | 09:30 | Serbia    | 12-5  | Romania   |
| 16     | 20 luglio | 21:00 | Australia | 12-7  | Cina      |
| 23     | 22 luglio | 19:40 | Serbia    | 12-9  | Australia |
| 24     | 22 luglio | 21:00 | Romania   | 14-10 | Cina      |

### Gruppo C
| Pos. | Squadra  | Pt | G | V | N | P | GF | GS | DR  |
| ---- | -------- | -- | - | - | - | - | -- | -- | --- |
| 1    | Croazia  | 6  | 3 | 3 | 0 | 0 | 43 | 16 | +27 |
| 2    | Canada   | 4  | 3 | 2 | 0 | 1 | 28 | 25 | +3  |
| 3    | Giappone | 2  | 3 | 1 | 0 | 2 | 25 | 40 | -15 |
| 4    | Brasile  | 0  | 3 | 0 | 0 | 3 | 25 | 40 | -15 |

| # gara | Data      | Ora   | Gara     | Gara  | Gara     |
| ------ | --------- | ----- | -------- | ----- | -------- |
| 4      | 18 luglio | 13:30 | Brasile  | 5-14  | Croazia  |
| 5      | 18 luglio | 17:00 | Giappone | 5-11  | Canada   |
| 10     | 20 luglio | 10:50 | Canada   | 4-11  | Croazia  |
| 11     | 20 luglio | 12:10 | Brasile  | 11-13 | Giappone |
| 17     | 22 luglio | 09:30 | Brasile  | 9-13  | Canada   |
| 18     | 22 luglio | 10:50 | Giappone | 7-18  | Croazia  |

### Gruppo D
| Pos. | Squadra     | Pt | G | V | N | P | GF | GS | DR  |
| ---- | ----------- | -- | - | - | - | - | -- | -- | --- |
| 1    | Italia      | 6  | 3 | 3 | 0 | 0 | 32 | 12 | +20 |
| 2    | Germania    | 4  | 3 | 2 | 0 | 1 | 31 | 22 | +9  |
| 3    | Stati Uniti | 2  | 3 | 1 | 0 | 2 | 32 | 20 | +12 |
| 4    | Sudafrica   | 0  | 3 | 0 | 0 | 3 | 12 | 53 | -41 |

| # gara | Data      | Ora   | Gara        | Gara | Gara      |
| ------ | --------- | ----- | ----------- | ---- | --------- |
| 6      | 18 luglio | 18:20 | Stati Uniti | 7-9  | Germania  |
| 7      | 18 luglio | 19:40 | Italia      | 17-1 | Sudafrica |
| 12     | 20 luglio | 13:30 | Sudafrica   | 8-16 | Germania  |
| 13     | 20 luglio | 17:00 | Stati Uniti | 5-8  | Italia    |
| 19     | 22 luglio | 12:10 | Stati Uniti | 20-3 | Sudafrica |
| 20     | 22 luglio | 13:30 | Italia      | 7-6  | Germania  |

## Fase finale

### Tabellone
|  | Playoff                | Playoff                |                        |                        | Quarti di finale       | Quarti di finale       |                        |                        | Semifinali      | Semifinali |  |  | Finale | Finale |
|  |                        |                        |                        |                        |                        |                        |                        |                        |                 |            |  |  |        |        |
|  |                        |                        |                        |                        | 26 luglio 2011 - 14:00 |                        |                        |                        |                 |            |  |  |        |        |
|  | 24 luglio 2011 - 16:50 |                        |                        |                        |                        |                        |                        |                        |                 |            |  |  |        |        |
|  | Ungheria               | 9                      |                        |                        |                        |                        |                        |                        |                 |            |  |  |        |        |
|  | Ungheria               | 9                      | Canada                 | 4                      | 28 luglio 2011 - 16:50 | 28 luglio 2011 - 16:50 |                        |                        |                 |            |  |  |        |        |
|  |                        | Stati Uniti            | Canada                 | 4                      | 28 luglio 2011 - 16:50 | 28 luglio 2011 - 16:50 | 8                      |                        |                 |            |  |  |        |        |
|  | Stati Uniti            | Stati Uniti            | 17                     |                        | Ungheria               | 14                     | 8                      |                        |                 |            |  |  |        |        |
|  | Stati Uniti            | 26 luglio 2011 - 15:20 | 17                     |                        | Ungheria               | 14                     |                        |                        |                 |            |  |  |        |        |
|  | 24 luglio 2011 - 21:00 | 24 luglio 2011 - 21:00 |                        | Serbia                 | 15                     |                        |                        |                        |                 |            |  |  |        |        |
|  | 24 luglio 2011 - 21:00 | 24 luglio 2011 - 21:00 | Serbia                 | Serbia                 | 15                     | 9                      |                        |                        |                 |            |  |  |        |        |
|  | Germania               | 8                      | Serbia                 |                        |                        | 9                      | 30 luglio 2011 - 21:00 | 30 luglio 2011 - 21:00 |                 |            |  |  |        |        |
|  | Germania               | 8                      |                        | Germania               | 4                      |                        | 30 luglio 2011 - 21:00 | 30 luglio 2011 - 21:00 |                 |            |  |  |        |        |
|  | Giappone               | 6                      |                        | Germania               | 4                      | Serbia                 | 7                      |                        |                 |            |  |  |        |        |
|  | Giappone               | 6                      | 26 luglio 2011 - 16:40 |                        |                        | Serbia                 | 7                      |                        |                 |            |  |  |        |        |
|  | 24 luglio 2011 - 12:10 | 24 luglio 2011 - 12:10 |                        | Italia                 | 8                      |                        |                        |                        |                 |            |  |  |        |        |
|  | 24 luglio 2011 - 12:10 | 24 luglio 2011 - 12:10 | Croazia                | Italia                 | 8                      | 9                      |                        |                        |                 |            |  |  |        |        |
|  | Montenegro             | 8                      | Croazia                | 28 luglio 2011 - 21:00 | 28 luglio 2011 - 21:00 | 9                      |                        |                        |                 |            |  |  |        |        |
|  | Montenegro             | 8                      |                        | 28 luglio 2011 - 21:00 | 28 luglio 2011 - 21:00 | Montenegro             | 6                      |                        |                 |            |  |  |        |        |
|  | Romania                | 4                      |                        | Croazia                | 8                      | Montenegro             | 6                      | Finale 3º posto        | Finale 3º posto |            |  |  |        |        |
|  | Romania                | 4                      | 26 luglio 2011 - 21:00 | Croazia                | 8                      |                        |                        | Finale 3º posto        | Finale 3º posto |            |  |  |        |        |
|  | 24 luglio 2011 - 15:30 | 24 luglio 2011 - 15:30 |                        | Italia                 | 9                      |                        | 29 luglio 2011 - 16:00 | 29 luglio 2011 - 16:00 |                 |            |  |  |        |        |
|  | 24 luglio 2011 - 15:30 | 24 luglio 2011 - 15:30 | Italia                 | Italia                 | 9                      | 10                     | 29 luglio 2011 - 16:00 | 29 luglio 2011 - 16:00 |                 |            |  |  |        |        |
|  | Australia              | 8                      | Italia                 |                        |                        | 10                     | Ungheria               | 11                     |                 |            |  |  |        |        |
|  | Australia              | 8                      |                        | Spagna                 | 6                      |                        | Ungheria               | 11                     |                 |            |  |  |        |        |
|  | Spagna                 | 9                      |                        | Spagna                 | 6                      | Croazia                | 12                     |                        |                 |            |  |  |        |        |
|  | Spagna                 | 9                      |                        |                        |                        | Croazia                | 12                     |                        |                 |            |  |  |        |        |

#### Play off
| Arbitri: | Tulga (TUR) Koganov (AZE) |

|                    |           |         |
| 2: Brguljan, Jokić | Marcatori | 2: Radu |

| Arbitri: | Brguljan (MNE) Rotsart (USA) |

|                           |           |                          |
| 2: Roach, Younger, Howden | Marcatori | 3: Perrone, García Gadea |

| Arbitri: | Čirić (HUN) Koryzna (POL) |

|           |           |          |
| 2: Diggle | Marcatori | 4: Smith |

| Arbitri: | Peris (CRO) Cabral (BRA) |

|         |           |            |
| 3:Stamm | Marcatori | 3: Shimizu |

#### Quarti di finale
| Arbitri: | Koryzna (POL) Flahive (AUS) |

|                                    |           |                     |
| 2: Madaras, Varga D.A., Varga D.R. | Marcatori | 3: Varellas, Bailey |

| Arbitri: | Koganov (AZE) Alexandrescu (ROU) |

|              |           |                |
| 4: Filipovic | Marcatori | 1: 4 giocatori |

| Arbitri: | Tulga (TUR) Stavridis (GRE) |

|            |           |            |
| 4: Jokovic | Marcatori | 2: Radovic |

| Arbitri: | Margeta (SLO) Naumov (RUS) |

|             |           |                |
| 4: Figlioli | Marcatori | 1: 6 giocatori |

#### Semifinali
| Arbitri: | Margeta (SLO) Stavridis (GRE) |

|            |           |                          |
| 4: Madaras | Marcatori | 3: Filipovic, Prlainovic |

| Arbitri: | Borrell (ESP) Koganov (AZE) |

|             |           |              |
| 3: Boskovic | Marcatori | 3: Giorgetti |

#### Finale 3º posto
| Arbitri: | Borrell (ESP) Stavridis (GRE) |

|                 |           |             |
| 3: Varga, Biros | Marcatori | 4: Boskovic |

#### Finale
| Arbitri: | Tulga (TUR) Koganov (AZE) |

|              |           |            |
| 3: Filipovic | Marcatori | 3: Aicardi |

### Tabellone 5º- 8º posto
|  | 5º- 8º posto | 5º- 8º posto | 5º- 8º posto |        |             | 5º posto    | 5º posto   | 5º posto |  |
|  |              |              |              |        |             |             |            |          |  |
|  | Stati Uniti  | Stati Uniti  | 9            |        |             |             |            |          |  |
|  | Stati Uniti  | Stati Uniti  | 9            |        |             |             |            |          |  |
|  | Germania     | Germania     | 8            |        |             |             |            |          |  |
|  | Germania     | Germania     | 8            |        | Stati Uniti | Stati Uniti | 10         |          |  |
|  |              |              |              |        | Stati Uniti | Stati Uniti | 10         |          |  |
|  |              |              | Spagna       | Spagna | 11          |             |            |          |  |
|  | Montenegro   | Montenegro   | Spagna       | Spagna | 11          | 9           |            |          |  |
|  | Montenegro   | Montenegro   |              |        |             | 9           |            |          |  |
|  | Spagna       | Spagna       | 10           |        |             | 7º posto    | 7º posto   | 7º posto |  |
|  | Spagna       | Spagna       | 10           |        |             |             |            |          |  |
|  |              |              |              |        |             |             |            |          |  |
|  |              |              |              |        |             | Germania    | Germania   | 5        |  |
|  |              |              |              |        |             | Germania    | Germania   | 5        |  |
|  |              |              |              |        |             | Montenegro  | Montenegro | 8        |  |

#### Semifinali
| Arbitri: | Caputi (ITA) Menendez (CUB) |

|           |           |                     |
| 2: Bailey | Marcatori | 2: Kreuzmann, Oeler |

| Arbitri: | Alexandrescu (ROU) Naumov (RUS) |

|            |           |                 |
| 3: Radovic | Marcatori | 3: Valles Trias |

#### Finale 7º e 8º posto
| Arbitri: | Alexandrescu (ROU) NI (CHN) |

|                   |           |                      |
| 2: Real, Schueler | Marcatori | 2: Radovic, Brguljan |

#### Finale 5º e 6º posto
| Arbitri: | Ciric (SRB) Flahive (AUS) |

|             |           |                         |
| 3: Varellas | Marcatori | 3: Molina, Perez Vargas |

### Tabellone 9º-12º posto
|  | 9º-12º posto | 9º-12º posto | 9º-12º posto |           |        | 9º posto  | 9º posto  | 9º posto  |  |
|  |              |              |              |           |        |           |           |           |  |
|  | Romania      | Romania      | 8            |           |        |           |           |           |  |
|  | Romania      | Romania      | 8            |           |        |           |           |           |  |
|  | Canada       | Canada       | 12           |           |        |           |           |           |  |
|  | Canada       | Canada       | 12           |           | Canada | Canada    | 6         |           |  |
|  |              |              |              |           | Canada | Canada    | 6         |           |  |
|  |              |              | Australia    | Australia | 8      |           |           |           |  |
|  | Australia    | Australia    | Australia    | Australia | 8      | 15        |           |           |  |
|  | Australia    | Australia    |              |           |        | 15        |           |           |  |
|  | Giappone     | Giappone     | 9            |           |        | 11º posto | 11º posto | 11º posto |  |
|  | Giappone     | Giappone     | 9            |           |        |           |           |           |  |
|  |              |              |              |           |        |           |           |           |  |
|  |              |              |              |           |        | Romania   | Romania   | 15        |  |
|  |              |              |              |           |        | Romania   | Romania   | 15        |  |
|  |              |              |              |           |        | Giappone  | Giappone  | 18        |  |

#### Semifinali
| Arbitri: | Peris (CRO) Williams (NZL) |

|                  |           |         |
| 3: Radu, Negrean | Marcatori | 4: Boyd |

| Arbitri: | Ciric (SRB) Ni (CHN) |

|                             |           |          |
| 3: Howden, McGregor, Martin | Marcatori | 3: Takei |

#### Finale 11º e 12º posto
| Arbitri: | Reemnet (NED) Bock (DEU) |

|          |           |           |
| 4: Kadar | Marcatori | 8: Shiota |

#### Finale 9º e 10º posto
| Arbitri: | Brgulian (MNE) Ni (CHN) |

|            |           |           |
| 2: Younger | Marcatori | 3: Graham |

### Tabellone 13º-16º posto
|  | 13º-16º posto | 13º-16º posto | 13º-16º posto |         |            | 13º posto  | 13º posto | 13º posto |  |
|  |               |               |               |         |            |            |           |           |  |
|  | Kazakistan    | Kazakistan    | 8             |         |            |            |           |           |  |
|  | Kazakistan    | Kazakistan    | 8             |         |            |            |           |           |  |
|  | Cina          | Cina          | 7             |         |            |            |           |           |  |
|  | Cina          | Cina          | 7             |         | Kazakistan | Kazakistan | 9         |           |  |
|  |               |               |               |         | Kazakistan | Kazakistan | 9         |           |  |
|  |               |               | Brasile       | Brasile | 7          |            |           |           |  |
|  | Brasile       | Brasile       | Brasile       | Brasile | 7          | 7          |           |           |  |
|  | Brasile       | Brasile       |               |         |            | 7          |           |           |  |
|  | Sudafrica     | Sudafrica     | 4             |         |            | 15º posto  | 15º posto | 15º posto |  |
|  | Sudafrica     | Sudafrica     | 4             |         |            |            |           |           |  |
|  |               |               |               |         |            |            |           |           |  |
|  |               |               |               |         |            | Cina       | Cina      | 9         |  |
|  |               |               |               |         |            | Cina       | Cina      | 9         |  |
|  |               |               |               |         |            | Sudafrica  | Sudafrica | 4         |  |

#### Semifinali
| Arbitri: | Alexandrescu (ROU) Williams (NZL) |

|                      |           |               |
| 2: Pilipenk, Panfili | Marcatori | 2: Liang, Xie |

| Arbitri: | Juhaz (HUN) Rustamova (UZB) |

|           |           |           |
| 2: Franco | Marcatori | 2: Manson |

#### Finale 15º e 16º posto
| Arbitri: | Menendez (CUB Cabral (USA) |

|                     |           |         |
| 2: Yu Lijun, Li Bin | Marcatori | 2: Bell |

#### Finale 13º e 14º posto
| Arbitri: | Pinker (RSA) Makita (JPN) |

|              |           |          |
| 3: Zhilyayev | Marcatori | 2: Silva |

## Classifica finale
| Pos.    | Squadra     |
| ------- | ----------- |
| Oro     | Italia      |
| Argento | Serbia      |
| Bronzo  | Croazia     |
| 4       | Ungheria    |
| 5       | Spagna      |
| 6       | Stati Uniti |
| 7       | Montenegro  |
| 8       | Germania    |
| 9       | Australia   |
| 10      | Canada      |
| 11      | Giappone    |
| 12      | Romania     |
| 13      | Kazakistan  |
| 14      | Brasile     |
| 15      | Cina        |
| 16      | Sudafrica   |

## Classifica marcatori
|  | Gol | Marcatore          | Squadra    |
|  | --- | ------------------ | ---------- |
|  | 20  | Cosmin Radu        | Romania    |
|  | 19  | Filip Filipović    | Serbia     |
|  | 15  | Miho Bošković      | Croazia    |
|  | 14  | Péter Biros        | Ungheria   |
|  |     | Norbert Madaras    | Ungheria   |
|  |     | Moritz Öler        | Germania   |
|  | 13  | Duško Pijetlović   | Serbia     |
|  |     | Yoshinori Shiota   | Giappone   |
|  | 12  | Ivan Perez Vargas  | Spagna     |
|  |     | Aleksandar Radović | Montenegro |
|  |     | Yusuke Shimizu     | Giappone   |
|  |     | Evgeny Zhilyayev   | Kazakistan |

### Riconoscimenti
- Miglior giocatore: Stefano Tempesti
- Miglior realizzatore: Cosmin Radu
- Miglior portiere: Stefano Tempesti
- Formazione ideale: Stefano Tempesti, Cosmin Radu, Filip Filipović, Miho Bošković, Alex Giorgetti, Norbert Madaras, Andrija Prlainović.